# سعید جلیلی
سعید جلیلی (زادهٔ ۱۵ شهریور ۱۳۴۴) سیاستمدار و دیپلمات ایرانی است که به‌عنوان عضو شورای راهبردی روابط خارجی، عضو حقیقی مجمع تشخیص مصلحت نظام و نمایندهٔ رهبر جمهوری اسلامی ایران در شورای عالی امنیت ملی از تیر ۱۳۸۷ فعالیت می‌کند.
جلیلی در جنگِ ایران و عراق رزمنده بود و در عملیات کربلای ۵ پای راست خود را از دست داد. او از سال ۱۳۶۸ وارد وزارت امور خارجه ایران شد و پس از عهده‌دار شدن سمت‌های مختلف و نیز مدتی فعالیت در دفتر رهبر جمهوری اسلامی ایران، در دولت محمود احمدی‌نژاد به معاونت اروپا و آمریکای این وزارتخانه رسید. او از ۱۳۸۶ تا ۱۳۹۲ سمت دبیر شورای عالی امنیت ملی و رئیس تیم مذاکره‌کننده هسته‌ای ایران را برعهده داشت. در مذاکرات هسته‌ای در دورهٔ تصدی او، موضع جمهوری اسلامی سازش‌ناپذیرتر شد که منجر به صدور شش قطعنامۀ شورای امنیت سازمان ملل علیه ایران با رأی مثبت چین و روسیه شد؛ قطعنامه‌هایی که هزینه‌های سنگین اقتصادی و نظامی را برای ایران به همراه داشت.
جلیلی دو بار در سال‌های ۱۳۷۸ و ۱۳۸۲ برای انتخابات مجلس شورای اسلامی از حوزهٔ انتخابیهٔ مشهد نامزد شد که هر دو بار شکست خورد. او با شعار «حیات طیبه» در انتخابات ریاست جمهوری ۱۳۹۲ نامزد بود و با کسب بیش از چهار میلیون رأی سوم شد. او در انتخابات ریاست جمهوری ۱۴۰۰ نیز با شعار «جهاد بزرگ برای جهش ایران» نامزد شد؛ اما پیش از برگزاری انتخابات به نفع سید ابراهیم رئیسی انصراف داد. او نامزد انتخابات ریاست‌جمهوری ۱۴۰۳ با شعار «یک جهان فرصت، یک ایران جهش» بود که در مرحله دوم انتخابات از مسعود پزشکیان شکست خورد.
او به خصوص پس از سال ۱۳۹۲ و شرکت در انتخابات آن سال مورد هجمه سنگین رسانه‌ها و سیاسیون اصلاح‌طلبان و اصولگرایان قرار گرفت. طبق آماری که خبرگزاری ایرنا منتشر کرد غیر از رسانه‌های داخلی، رسانه‌های فارسی‌زبان چون بی‌بی‌سی با ۵/۵، رادیو فردا با ۱۵/۲ و دویچه وله با ۱۷/۶ درصد، نیز بیشترین درصد برنامه‌های خود را در راستای تخریب سعید جلیلی برابر مسعود پزشکیان در انتخابات ۱۴۰۳ قرار دادند.

## زندگی شخصی
سعید جلیلی در ۱۵ شهریور ۱۳۴۴ در مشهد به دنیا آمد. پدر وی محمدحسن معلم، مدیر دبستان نواب صفوی ناحیهٔ یک مشهد و دانش‌آموختهٔ زبان فرانسه و اهل بیرجند و مادرش آذری و اهل اردبیل است. او در سال ۱۳۷۱ با فاطمه سجادی ازدواج کرد؛ سجادی پزشک عمومی است. جلیلی یک فرزند به نام سجاد دارد. وحید، برادر جلیلی از فعالان فرهنگی اصولگراست و در سال ۱۴۰۰ به عنوان قائم‌مقام تحول پیمان جبلی رئیس سازمان صداوسیما منصوب شده است. جلیلی با زبان‌های انگلیسی و عربی آشنایی دارد.
جلیلی تا سال ۱۳۸۴ ساکن کرج بوده است.

### تحصیلات و حضور در جبهه
جلیلی در زمان جنگ هشت‌سالهٔ ایران و عراق از دبیرستان تا دوران دانشجویی به‌عنوان بسیجی بارها در جبهه‌های جنگ حضور یافت. او در دی ۱۳۶۵ دیده‌بان تیپ ۲۱ امام رضای خراسان بود که در عملیات کربلای ۵ زخمی شد و در بیمارستان صحرایی منطقهٔ شلمچه در پیِ نبودِ امکانات و وضعیت اورژانسی، پای راست خود را از دست داد. پس از آن نیز در قسمت تدارکات لشکر حضور یافت.
وی تحصیلات ابتدایی تا دانشگاه را در مشهد و تحصیلات دانشگاهی خود را تا مقطع دکتری معارف اسلامی علوم سیاسی از دانشگاه امام صادق به پایان رسانده و در دانشگاه امام صادق به تدریس «دیپلماسی پیامبر» می‌پردازد. موضوع پایان‌نامهٔ دکتری او «بنیان اندیشهٔ سیاسی اسلام در قرآن» بوده است که در سال ۱۳۸۱ از آن دفاع کرداست. احمد علم الهدی استاد راهنما و حسین بشیریه استاد مشاور او بودند.جلیلی سابقهٔ تدریس در دانشکدهٔ مدیریت و اقتصاد دانشگاه صنعتی شریف و دانشکده علوم سیاسی دانشگاه امام صادق را هم دارد.

## وزارت امور خارجه
سعید جلیلی سابقه‌ای ۱۸ساله در وزارت امور خارجه دارد و از سال ۱۳۶۸ وارد آنجا شده است. وی در ۲۶سالگی به ریاست ادارهٔ بازرسی وزارت امور خارجه برگزیده شده تا سال ۱۳۷۵ در ریاست این اداره باقی ماند. در سال ۱۳۷۶ در دولت سید محمد خاتمی، وی معاون ادارهٔ اول آمریکا شد. پس از کنار رفتن از این سمت، مدیر بررسی‌های جاری دفتر رهبری گردید تا اینکه در دولت محمود احمدی‌نژاد به وزارت خارجه بازگشت و به‌عنوان معاون اروپا و آمریکا به فعالیت پرداخت و در این مدت، به‌همراه علی لاریجانی، دبیر وقت شورای عالی امنیت ملی، در برخی مذاکرات با خاویر سولانا حضور داشت.

### انتخابات مجلس شورای اسلامی
او در این دوره یک بار سال ۱۳۷۸ در انتخابات مجلس ششم از حوزهٔ انتخابیهٔ مشهد و کلات و بار دیگر سال ۱۳۸۲ باز هم از حوزهٔ انتخابیهٔ مشهد برای مجلس هفتم نامزد بود، ولی نتوانست رأی لازم برای حضور در مجلس را کسب کند.

## دبیری شورای عالی امنیت ملی
در مهر ۱۳۸۶، غلامحسین الهام، سخنگوی دولت محمود احمدی‌نژاد، با اعلام خبر استعفای علی لاریجانی، سعید جلیلی را به‌عنوان دبیر شورای عالی امنیت ملی معرفی کرد. پس از آن، خامنه‌ای در تاریخ ۸ تیر ۱۳۸۷، طی حکمی وی را به نمایندهٔ خود در شورای عالی امنیت ملی معرفی کرد. اوج و شاخص فعالیت چند ساله جلیلی در شورای عالی امنیت ملی، موضوع مذاکرات هسته‌ای است.
به گفته جلیلی، در سال ۱۳۸۸ خامنه‌ای پس از آگاهی از شکنجه بازداشت‌شدگان در بازداشتگاه کهریزک از طریق او دستور تعطیلی آن را صادر کرد. در سال ۱۳۹۶، حامیان احمدی‌نژاد جلیلی را متهم کردند که او دستور انتقال بازداشتی‌ها به کهریزک را داده است.

### مذاکرات هسته‌ای

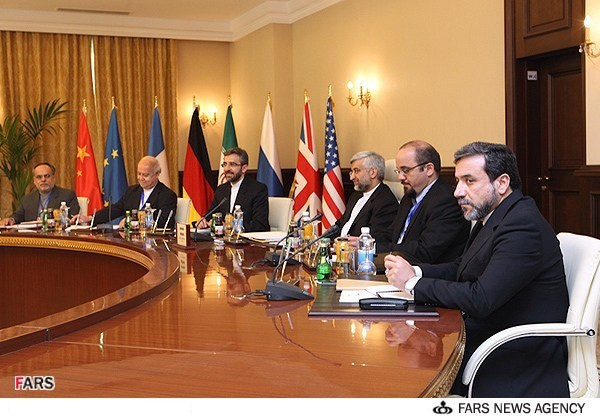
تیم مذاکره‌کننده ایران با گروه ۱+۵ شامل جلیلی، علی باقری کنی و عباس عراقچی در بغداد، اردیبهشت ۱۳۹۱

در پی ازسرگیری برنامهٔ هسته‌ای در دولت محمود احمدی‌نژاد، شورای امنیت سازمان ملل متحد ۶ قطعنامه علیه ایران تصویب کرد که ۳ قطعنامه از اسفند ۱۳۸۶ تا خرداد ۱۳۸۹ در زمان ریاست جلیلی بر گروه مذاکرهٔ هسته‌ای تصویب شد. به اعتقاد گروهی از تحلیلگران، بازخوانی اخبار و اطلاعات موجود دربارهٔ عملکرد جلیلی و تیم هسته ای او در شش سال ریاستش نشان می‌دهد سیاست اصلی تیم مذاکره کننده در آن دوران، مقاومت در برابر خواست‌های شورای امنیت در تعلیق غنی سازی اورانیوم با شعار سیاست «تهاجمی و طلبکارانه» بود.
پس از دستیابی ایران به توانایی غنی‌سازی ۲۰٪ اورانیوم، شورای امنیت در قطعنامه ۱۹۲۹ ایران را ذیل فصل ۷ ماده ۴۱ منشور ملل متحد قرار داد. طبق این، ایران به عنوان مخل و تهدیدکنندهٔ صلح و امنیت جهانی از سوی شورای امنیت شناخته شد. نحوهٔ اعمال فصل ۷ منشور سازمان ملل به مراتب و مدارجی‌ست، بدین صورت که ابتدا مادهٔ ۴۰ اعمال شده و در صورت عدم کفایت ماده ۴۱ که تحریم‌های سیاسی و اقتصادی است به کار گرفته می‌شود، و در صورت تخطی از تحریم‌های این ماده، بند ۴۲ که شامل اجازه حمله نظامی است، با رأی اعضا انجام می‌شود.
در پی تحریم‌های بی‌سابقه از سوی آمریکا و اتحادیه اروپا علیه ایران اعمال شد و نزدیک به نیمی از صادرات نفت و بیش از نیمی از درآمدهای ارزی کشور کاهش یافت و مشکلات فزاینده در انتقال پول نفت صادراتی به دلیل تحریم‌های بانکی به وجود آمد. با این وجود ایران در سال ۱۳۹۱به‌طور میانگین روزانه ۱٫۵ میلیون بشکه نفت صادر می‌کرد. این تحریم‌ها به علت فشاری که بر مشتریان ایران می‌آورد در آستانهٔ فروپاشی قرار داشت؛ چنانچه باراک اوباما رئیس‌جمهور وقت آمریکا همین امر را برای توجیه چرایی پذیرش کاهش تحریم‌ها در برجام مطرح کرده است: «من سعی کردم برای مردم و همچنین نتانیاهو توضیح دهم که درصورت عدم توافق، توانایی حفظ تحریم‌ها را نداشتیم. بخاطر داشته باشید فقط ایران نیست که هزینه تحریم‌ها را پرداخت کرده است. چین و ژاپن و کرهٔ جنوبی و هند و تقریباً هر واردکنندهٔ نفت در سراسر جهان که قبلاً از ایران واردات داشته، میلیاردها دلار برای حفظ این تحریم‌ها هزینه پرداخته‌اند.».
به گفته حسین انتظامی، سخنگوی سابق شورای عالی امنیت ملی قطعنامه‌های ۱۲۸۸، ۱۷۳۷ و ۱۷۴۷ که در زمان دبیری لاریجانی بر مسند شورای عالی امنیت ملی صادر شد، دربارهٔ تجهیزات هسته‌ای و موشکی بود و ارتباطی به مسائل اقتصادی مردم نداشت. حال آنکه قطعنامه‌های صادر شده در زمان دبیری جلیلی «به اتفاق نظر کارشناسان بین‌المللی جزو بدترین قطع‌نامه‌ها در طول تاریخ شورای امنیت سازمان ملل بود، یعنی تمام همکاری‌های بانکی، بیمه‌ای، کشتیرانی شامل نفت و سایر محصولات، و حتی سپاه و نظایر آن را تحریم کردند.»

#### انتقاد به نحوه مذاکره و عدم دانش سیاسی وی

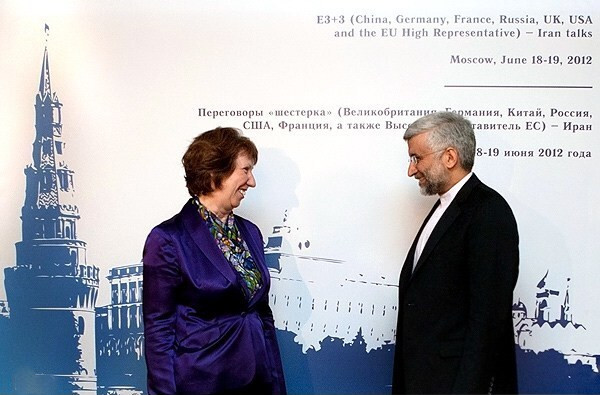
جلیلی و کاترین اشتون، نحوه پوشش او در اولین ملاقات در ایران جنجالی شد و لباس او در رسانه‌های داخلی با فوتوشاپ دستکاری شد. در دفعات بعد اشتون با لباس‌های پوشیده یا حتی گاهی با شال به ملاقات با جلیلی می‌آمد.

صادق خرازی در گفت‌وگو با روزنامه شرق در توصیف نحوه مذاکراتی که سعید جلیلی آن را رهبری می‌کرد، گفت: «در دوران آقای جلیلی مذاکره انجام نشد، ایشان نقش حامل پیام را داشتند. ایشان توان مذاکره و تعیین سقف و کف برای مطالبات را نداشت. مشکل بزرگ دیگر، ناواردی به ادبیات دیپلماتیک در گفت‌وگو با غرب بود.»
علی اکبر ولایتی، در مناظره تلویزیونی انتخابات ریاست جمهوری ۱۳۹۲ با انتقاد تند به عملکرد سعید جلیلی، گفته بود: «دیپلماسی این نیست که انسان برود در برابر کشورهای دیگر خطابه بخواند و مطلبی را بیان کند؛ دیپلماسی این نیست که ما یک طرف بنشینیم و طرف مقابل هم بنشیند و ما یک حرف مشخصی را بزنیم بدون اینکه اقدامات دیگری خارج از این‌ها انجام دهیم. اصولگرایی این نیست که انسان انعطاف‌ناپذیر باشد بلکه در رابطه با مصالح ملی باید ما بتوانیم از دیپلماسی به نحو احسن استفاده کنیم. دیپلماسی فقط خشونت نشان دادن و سرسختی نشان دادن نیست بلکه یک معامله و تعامل است. ما باید با همه دنیا و با آنهایی که مذاکره می‌کنیم تعامل داشته باشیم قضیه بده بستان است هنر دیپلماسی بیانیه صادر کردن نیست یا بیانیه خواندن پشت میز مذاکره نیست؛ بحث دیپلماسی کلاس فلسفه نیست! آنچه که مردم می‌بینند این است که شما چند سال مسئول مذاکرات هسته‌ای هستید و یک قدم هم پیش نرفتید و هر روز تحریم‌ها بیشتر و فشارش روی مردم می‌آید. هنر دیپلماسی این است که حق هسته‌ای را حفظ کنید و در عین حال تحریم‌ها کاهش پیدا کرده نه اینکه، افزایش پیدا کند.»
فروز رجایی‌فر کارشناس علوم سیاسی با انتقاد از وی می‌گوید «با تأکید بر این نکته که نفس انجام مذاکره، یعنی نوعی تعامل با دیگران و در اینجا جامعه بین‌الملل و پذیرش نقش و جایگاه دو طرف در تحولات جهانی است، در نتیجه اگر تعاملی از طرف تیم مذاکره‌کننده به سرپرستی آقای جلیلی انجام می‌شد طبق اصول مذاکرات قابل پذیرش بود».
علی‌اکبر صالحی، رئیس سازمان انرژی اتمی ایران در مصاحبه‌ای در مورد عملکرد جلیلی در مذاکرات هسته‌ای این‌گونه اظهار نظر کرد: موضوع هسته‌ای کشورمان به موضوعی سیاسی تبدیل شده است زیرا در مدالیته اول که در زمان آقای لاریجانی شروع و در زمان آقای جلیلی به پایان رسید، موضوع هسته‌ای حل شده بود. وی افزود: در این مدالیته ۶ سؤال اساسی دربارهٔ موضوع هسته‌ای ایران مطرح شد و آژانس نسبت به پاسخ‌های ایران قانع شد و بحث هسته‌ای از لحاظ آژانس تمام شد، اما در زمان آقای آمانو موضوع PMD (ابعاد محتمل نظامی) که مطرح شد ایران از جهت اینکه حسن نیت خود را نشان دهد و شفاف‌سازی کند اعلام کرد که در چارچوبی برای حل مسئله آمادگی دارد.
عبدالرضا داوری، فعال سیاسی دربارهٔ عملکرد جلیلی نوشت، تشدید تحریم‌ها و ترور دانشمندان هسته‌ای، برونداد مدیریت سعید جلیلی در مذاکرات هسته‌ای، بدون یک جمله توافق بود. او پرونده را با ۵۰ تحریم از علی لاریجانی تحویل گرفت و با ۵۰۰ تحریم به جواد ظریف تحویل داد. ۸۵٪ از ترورهای دانشمندان هسته‌ای ایران در دوره مذاکرات سعید جلیلی اتفاق افتاد.
جلیلی دربارهٔ عملکرد ۶ سال خود در مذاکرات هسته‌ای گفته است: «در زمانی که گفتگوها ۶ سال به عهده بنده بود دشمنان ملت می‌گفتند شما باید حتی یک سانتریفیوژ نداشته باشید؛ حتی غنی‌سازی ۳٫۵ درصد را متوقف کنید. در آن ۶ سال روندی طی شد و به لحاظ حقوقی ایران یک مودالیته با آژانس امضا کرده بود و بیان کرده بودند مسائل باقی‌مانده ایران ۶ عنوان کلی دارد که تمام آن ۶ مسئله در همان ۶ ماه اول مسوولیت من حل شد اما آژانس بین‌الملل هسته‌ای نامه داد که این‌ها تنها مسائل باقی‌مانده نیست. در آن ۶ سال نه تنها اجازه داد نشد در کار دانشمندان بتن بریزند بلکه کارشان پیشرفت می‌کرد و نیروگاه آب سنگین اراک ۸۲ درصد پیشرفت حاصل شده و ۱۰ هزار کیلو مواد تولید شد و این‌گونه نبود که ۱۹ هزار سانتریفیوژ کاهش پیدا کند.» وی می‌افزاید: «نه تنها ما حاضر بودیم گفتگوهایمان برای ملت ما شفاف باشد بلکه برای همه جهان پخش شد و بسته پیشنهادی خودمان در مسکو و بغداد را در اینترنت منتشر کردیم تا همه دنیا بداند پیشنهادها ملت ایران بوده است. اکنون در مذاکرات اگر شروطی بر سندهایی که به توافق رسیده نباشد آن توافق فاجعه است. با وجود توافق در این چند ماه می‌بینید آمریکا چند مورد تحریم جدید علیه ایران اعمال کرده است و تحریم ویزا علیه ایران مطرح می‌کند.»

#### نحوهٔ مذاکره از دید اعضای تیم مذاکره‌کنندهٔ آمریکا
ویلیام برنز عضو تیم مذاکرهٔ کننده آمریکا دربارهٔ تجربهٔ مذاکره با جلیلی می‌گوید: «او یک باورمند واقعی به انقلاب اسلامی بود. او در طول جلسه دائماً نوت برداری می‌کرد، و همزمان لبخند بی رمقی بر چهره داشت. جلیلی و همکارانش بارها زیرچشمی من را نگاه می‌کردند و به نظر می‌رسید که حضور آمریکا را نگران کننده می‌دانستند. جلیلی سپس شروع به سخنرانی ۴۰ دقیقه‌ای و فلسفه بافی بی‌مورد درمورد فرهنگ و تاریخ ایران کرد و همین‌طور از نقش سازنده‌ای که می‌تواند در منطقه ایفا کند. جلیلی وقتی می‌خواست از پاسخگویی مستقیم طفره رود، به طرز شوکه کننده ای، سخنان مبهم به زبان می‌آورد و این دقیقاً یکی از همان لحظات بود. او حتی در بخشی از سخنانش اشاره کرد که هنوز به صورت نیمه وقت در دانشگاه تهران تدریس می‌کند. اما، من اصلاً به دانشجویانش حسودیم نشد. او که در دههٔ ۱۹۸۰ در نبرد با عراقی‌ها زخمی شده‌بود، بخشی از پای راستش را از دست داده بود و در راه رفتن با مشکلاتی مشهود مواجه بود. به گفتهٔ برنز، در مذاکره با جلیلی، طرح مبادلهٔ اورانیوم با غنای پایین با صفحات سوخت برای رآکتور تحقیقاتی تهران را مطرح کرده و به نظر هم می‌رسیده که ممکن است چنین توافقی حاصل شود، اما نهایتاً این توافق به دلیل «رقابت‌های سیاسی داخلی در ایران» بی‌نتیجه مانده است.
رابرت جی اینهورن دیگر عضو تیم مذاکرهٔ کننده آمریکا نیز در مصاحبه خود در این رابطه گفت: «ما در بسیاری از ساعاتی که به سخنرانی‌های آقای جلیلی گوش می‌دادیم، بسیار در مورد تاریخ ایران و گله‌های ایران یادگرفتیم. متأسفانه پیشرفت‌های کمی در مذاکرات آن دوره ایجاد شد. از تابستان سال ۲۰۱۳، مذاکرات به شکلی بسیار جدی تر و حرفه ای تر ادامه پیدا کرده و زمان بسیار کمی روی ایراد نطق صرف شده و اکثر زمان بر روی نشست‌های کاری حرفه ای و غیررسمی صرف شده است. جلیلی در مذاکرات، نطق می‌کرد و «تاریخ اسلام و ایران» می‌گفت، حسابی تاریخ آموختیم.
با روی کار آمدن حسن روحانی وی در ۱۹ شهریور ۱۳۹۲ جلیلی را برکنار و علی شمخانی را به دبیری شورا منصوب کرد. محمد جواد ظریف نیز جایگزین او به عنوان مذاکره‌کننده ارشد هسته‌ای ایران شد.

## دیگر منصب‌های سیاسی

### عضو مجمع تشخیص مصلحت نظام
وی به عنوان دبیر شورای عالی امنیت ملی عضو حقوقی مجمع تشخیص مصلحت نظام بود که پس از برکناری توسط روحانی، سید علی خامنه‌ای در ۲۱ شهریور ۱۳۹۲ وی را به عضویت حقیقی مجمع منصوب کرد.

### عضو شورای راهبردی روابط خارجی
خامنه‌ای در ۲۵ خرداد ۱۳۹۳ سعید جلیلی را به عضویت شورای راهبردی روابط خارجی منصوب کرد. وی ریاست کمیسیون سیاسی این شورا را بر عهده دارد.

## عملکرد و دیدگاه‌ها

### تفکیک جنسیتی
جلیلی در حاشیه انتخابات ریاست‌جمهوری ۱۳۹۲ در پاسخ به این سؤال که آیا تفکیک جنسیتی در دانشگاه‌ها که از دولت نهم آغاز شده، در دولت او نیز ادامه خواهد داشت یا نه پاسخ داد که «تفکیک جنسیتی و اسلامی‌کردن دانشگاه‌ها جزو برنامه‌های اصلی و یکی از محورهای اساسی برنامه‌های دولت من است.»

### برجام
جلیلی از جمله افراد معدود منتقد برجام بوده است. جلیلی در نظر دیگری در مورد برجام گفته است: «اگر برجام توافق خوبی بود، رهبر انقلاب، مجلس و شورای امنیت ملی ۲۸ شرط برای اجرای آن اضافه نمی‌کردند.» جلیلی اضافه کرد: «برجام بدون این شروط واویلاست.» جلیلی به عنوان مخالف همیشگی برجام و گشایش اقتصادی، در ۱۲ بهمن ۱۴۰۰ در نامه خود به خامنه‌ای خواستار قطع مذاکرات برجام و افزایش غنی‌سازی و ارتقا به سطوح بالاتر تا حتی ۹۰ درصد شد.

### اقتصاد
جلیلی در کنار پرویز داودی در مجمع تشخیص مصلحت نظام، از اصلی‌ترین و جدی‌ترین مخالفان پیوستن ایران به گروه ویژه اقدام مالی (اف‌ای‌تی‌اف) بودند. جلیلی در بخش دوم مناظره انتخاباتی سال ۱۴۰۰ با اشاره به موضوع اف‌ای‌تی‌اف گفت که امضای کنوانسیون‌های بین‌المللی هیچ فایده‌ای برای ایران ندارد. جلیلی در ادامه گفته بود که اگر مردم ایمان و تقوا داشته باشند، رشد اقتصادی و برکات الهی بر سر آنان گشوده خواهد شد.
مصطفی پورمحمدی (رقیبش در انتخابات ریاست‌جمهوری ۱۴۰۳) در مناظرات گفت که علت مخالفت جلیلی با اف‌ای‌تی‌اف این بود که جلیلی نمی‌خواست این کار در دولت حسن روحانی انجام شود. دنیای اقتصاد سکوت جلیلی دربارهٔ اظهارات پورمحمدی را «معنادار» توصیف کرد و تجارت نیوز نوشت: «آبروی سعید جلیلی رفت، او پشت پرده موافق اف‌ای‌تی‌اف است».
وی در مناظرات انتخاباتی ۱۳۹۲ دربارهٔ اقتصاد گفت: «می‌توان با ۱۱ میلیارد دلار اشتغال فراوانی ایجاد کرد. به دلیل کاری که در دبیرخانه شورای عالی امنیت ملی انجام داده‌ایم و روی این مسائل تحقیق کرده‌ایم به‌طوری مثال در سال ۹۰ حدود ۳۹ میلیون دلار از آلمان چوب بستنی وارد کرده‌ایم و این در شرایطی است که می‌توانیم این را در روستاهای خودمان تولید کنیم.»

### طرح دولت در سایه
سعید جلیلی در بیانیه‌ای که پس از شکست در انتخابات ۱۳۹۲ منتشر کرد، ایدهٔ تشکیل دولت در سایه (به ادعای خودش، برای کمک به دولت مستقر و کم کردن کاستی‌های این دولت) را مطرح کرد، ولی به دلیل همزمانی با اعلام نتایج انتخابات ریاست جمهوری توسط رسانه‌ها زیاد جدی گرفته نشد تا اینکه در ماه‌ها و مصاحبه‌های بعد به تشریح و توضیح دولت در سایه پرداخت. تشکیل دولت در سایه توسط وی در این برهه به سرانجامی نرسید تا اینکه در بیانیهٔ بعد از انتخابات ۱۳۹۶ به نامزد مورد حمایت خویش سید ابراهیم رئیسی پیشنهاد تشکیل دولت در سایه را داد.
جلیلی در دوران ریاست‌جمهوری حسن روحانی دولت سایهٔ خود را تشکیل داد و مدعی رصد مسائل کشور در سال‌های دولت روحانی در قالب دولت سایه است.
به گزارش پایگاه اینترنتی دولت سایه جلیلی، وی در طول ۸ سال، اقدام به تشکیل ۲۰ کارگروه تخصصی و جلسات و سفرهای مختلف اقدام کرد و پیشنهادهایی را برای رفع مسائل کشور به دولت و مجلس ارائه کرد. [۱] جلیلی در دوران فعالیت خود در دولت سایه برخی طرح‌های کشور را به پیگیری نمود، از جمله: طرح جمعیت و تعالی خانواده، طرح جامع نظام حسابداری و حسابرسی، طرح ۵۵۰ هزار هکتاری (احیای دشت‌های خوزستان)، طرح توسعهٔ پترو پالایشگاه‌ها، طرح باشگاه کشاورزان جوان.
خبرگزاری اعتدال‌گرای خبرآنلاین، با اشاره به نشست نمایندگان با دولت سایهٔ جلیلی، دولت سایه را «کارگروه فشار به دولت روحانی» خوانده است.

## انتخابات ریاست‌جمهوری

### انتخابات ریاست‌جمهوری ۱۳۹۲

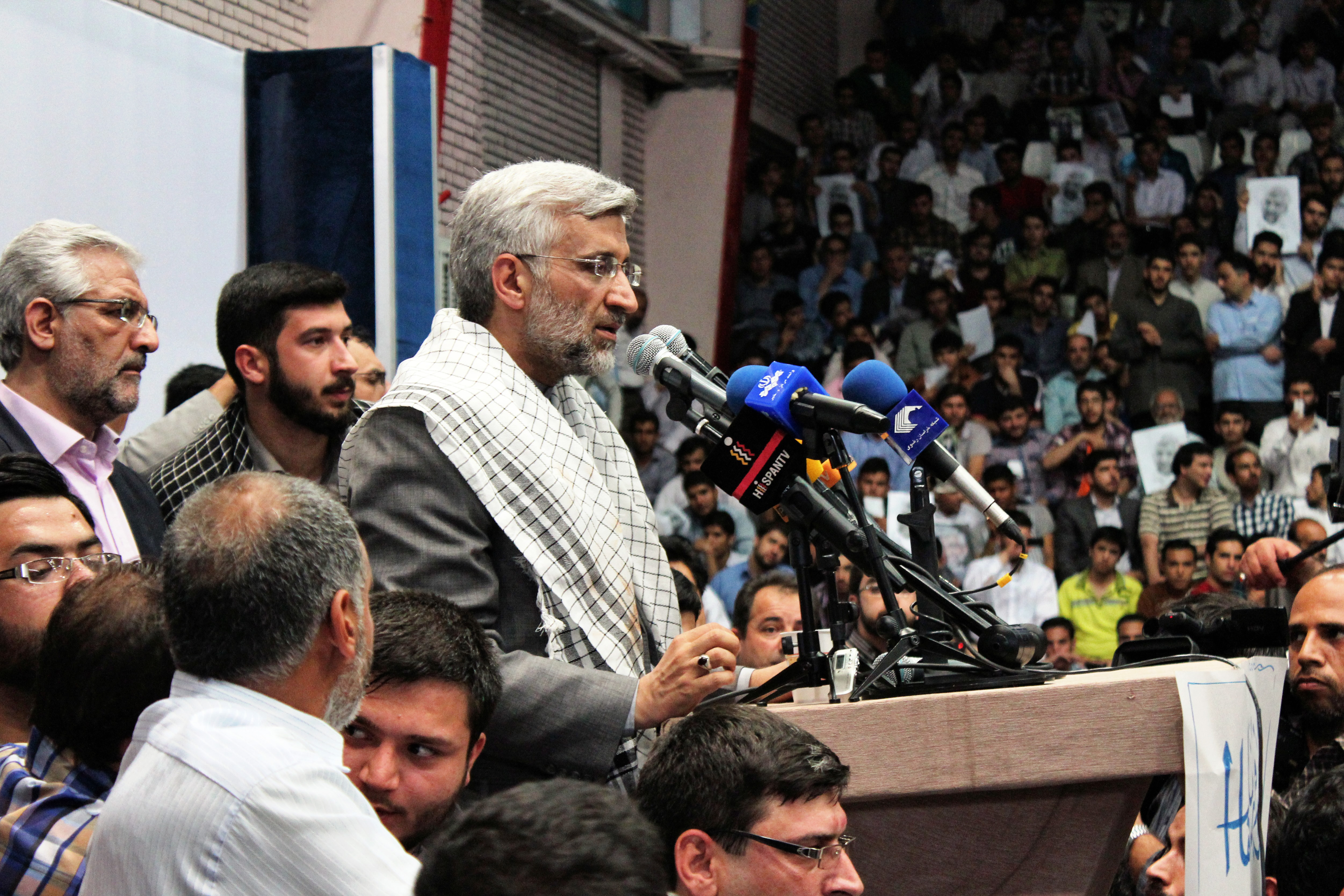
سعید جلیلی در سفر انتخاباتی مشهد، ۲۰ خرداد ۱۳۹۲

وی در تاریخ ۲۱ اردیبهشت ۱۳۹۲، آخرین روز ثبت نام انتخابات ریاست‌جمهوری ایران (۱۳۹۲)، با حضور در وزارت کشور، به‌منظور کاندیداتوری در انتخابات ریاست‌جمهوری ثبت نام کرد. وی پس از ثبت نام در جلسه مطبوعاتی شرکت نکرد.
صلاحیت سعید جلیلی روز ۳۱ اردیبهشت ۱۳۹۲ ازسوی شورای نگهبان برای نامزدی یازدهمین دورهٔ انتخابات ریاست‌جمهوری احراز شد.
شعار وی در انتخابات ریاست جمهوری سال ۱۳۹۲ «حیات طیبه» بود.
حسین دهباشی سازندهٔ فیلم تبلیغاتی حسن روحانی در سال ۹۲ بعدها در فیلمی که از و منتشر شد، دربارهٔ جلیلی گفت: «من شخصاً از خود آقای روحانی در ایام انتخابات و در یک جمع صد نفره شنیدم که صادق‌ترین و پاک‌ترین جمع در همهٔ ما [کاندیداها] آقای جلیلی است».
جلیلی با کسب ۴٫۶۲۸٫۱۲۰ رأی برابر ۱۱٫۳۶٪ آرای ماخوذه و ۸٫۲۶٪ از واجدین شرایط پس از حسن روحانی و محمدباقر قالیباف سوم شد.

### انتخابات ریاست‌جمهوری ۱۳۹۶

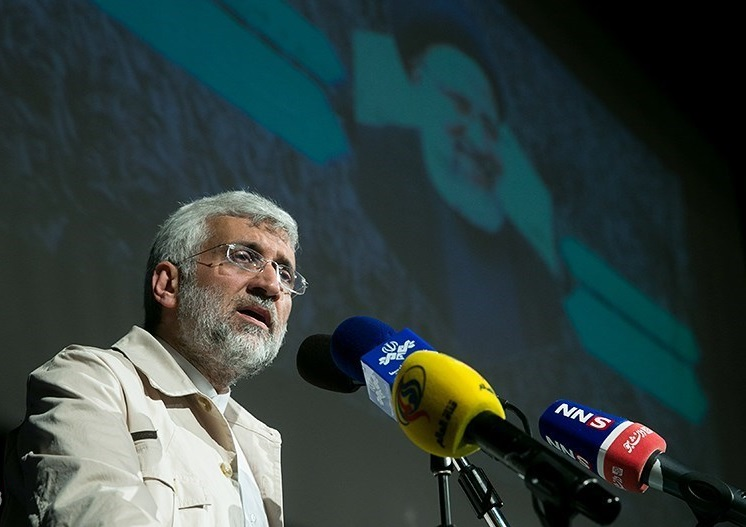
جلیلی در حال سخنرانی در همایش حامیان رئیسی، ۶ اردیبهشت ۱۳۹۶

وی که یکی از نامزدهای احتمالی به حساب می‌آمد در انتخابات ثبت‌نام نکرد و در بیانیه‌ای اعلام کرد: «با تمرکز ویژه بر «موضوعیت» انتخابات و نه صرفاً طریقیت آن برای کسب قدرت، در این فرایند فعالانه حضور خواهم داشت»
در تاریخ ۳ اردیبهشت ۱۳۹۶ جلیلی حمایت خود را از سید ابراهیم رئیسی اعلام کرد و سه روز بعد در همایش انتخاباتی رئیسی حاضر شد و سخنرانی کرد.

### انتخابات ریاست‌جمهوری ۱۴۰۰
جلیلی در تاریخ ۲۵ اردیبهشت ۱۴۰۰ آخرین روز ثبت‌نام انتخابات سیزدهمین دورهٔ ریاست‌جمهوری، در انتخابات ریاست‌جمهوری نام‌نویسی کرد.
صلاحیت او در ۵ خرداد از سوی شورای نگهبان احراز شد.
او با شعار «جهاد بزرگ برای جهش ایران» وارد کارزار انتخابات گردید. جلیلی در ۲۶ خرداد ۱۴۰۰ به نفع سید ابراهیم رئیسی از شرکت در انتخابات ریاست‌جمهوری۱۴۰۰ کناره‌گیری کرد. روزنامه اعتماد در بهمن ۱۴۰۱ نوشت: «به جز چهره‌های نزدیک به سعید جلیلی که در سطوح مدیرکل در وزارتخانه‌های اقتصادی دولت رئیسی حضور پررنگ دارند، راهبردهای اقتصادی سعید جلیلی به وفور در برنامه‌های اقتصادی دولت به خصوص دستور کارهای سید احسان خاندوزی وزیر امور اقتصادی و دارایی دیده می‌شود.»

### انتخابات ریاست‌جمهوری ۱۴۰۳
جلیلی در ۱۰ خرداد ۱۴۰۳ با حضور در وزارت کشور برای انتخابات ریاست‌جمهوری دوره چهاردهم ثبت‌نام کرد و در ۲۰ خرداد صلاحیت وی توسط شورای نگهبان احراز شد. محسن منصوری به‌عنوان رئیس ستاد انتخاباتی جلیلی منصوب شد. جلیلی مورد حمایت جبهه پایداری انقلاب اسلامی، جبهه صبح ایران و ائتلاف مردمی نیروهای انقلاب اسلامی قرار گرفت. وی در این رقابت با کسب بیش از ۹ میلیون رأی، رتبه دوم را به دست آورد و به دور دوم انتخابات راه یافت و در دور دوم از مسعود پزشکیان شکست خورد.
کارزار انتخاباتی جلیلی عمدتاً بر رأی‌دهندگان روستایی متمرکز شده‌بود. او در برخی از نظرسنجی‌های اولیه پیشتاز بود. در ۶ تیر گزارش‌هایی مبنی بر کنار کشیدن احتمالی جلیلی یا قالیباف به نفع دیگری در رسانه‌ها منتشر شد اما بعداً تکذیب گردید.
وعده‌های جلیلی در مناظره‌ها مورد انتقاد برخی فعالان اقتصادی قرار گرفت. حسین سلاح‌ورزی، رئیس سابق اتاق ایران در شبکه اجتماعی ایکس نوشت: بعد از ۱۱ سال زعامت دولت سایه و سه سال ارائه برنامه به دولتی که حتی قادر به تأمین پایدار پیاز و گوجه مردم هم نبود، فرمودند که می‌خواهند سالی ۱۱ میلیارد دلار صیفی‌جات به روسیه صادر کنند. آفرین! چه خوب! اما افسوس که کل واردات صیفی‌جات روسیه از «دنیا» فقط ۱/۶ میلیارد دلار است!
امیرحسین ثابتی، مشاور سعید جلیلی، نامزد انتخابات ریاست جمهوری در توییتی که در تاریخ ۲۴ آذر ۱۴۰۲ منتشر شده، نوشت: فیلترینگ به شیوه کنونی مصداق کار نمایشی، کاریکاتوری و با نتیجه معکوس است. اگر قرار است پلتفرمی فیلتر شود، پس چرا مسئولان از توییتر و اینستاگرام استفاده می‌کنند؟ و چرا فیلترشکن به راحتی در دسترس عموم است؟

## در نگاهِ دیگران

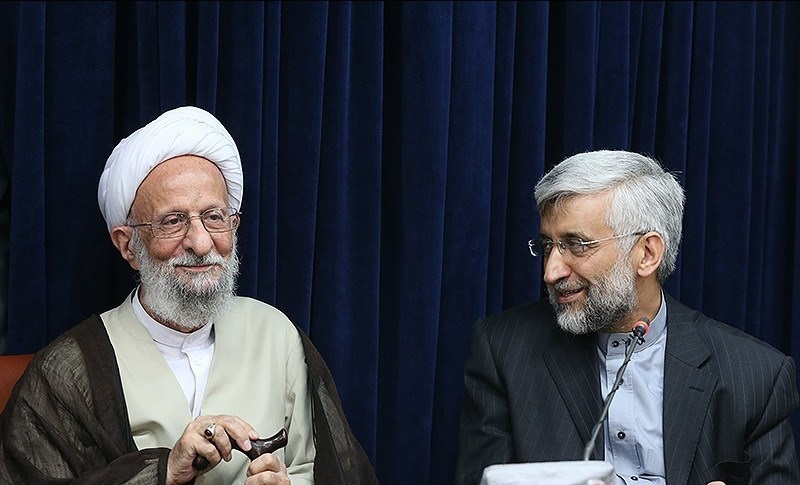
دیدارِ جلیلی و مصباح یزدی در قم، خردادِ ۱۳۹۲
----
«... به نظر می‌رسد که ایشان در اصول و مبانی ضعف ندارد و در مواردی مانند پایبندی به دین، عشق به ولایت، جدیت در اجرای احکام و اهتمام به ارزشهای اسلامی، بیش از حد نصاب را دارد.. آ .»
محمّدتقی مصباح یزدی، ۱۳۹۲

در جریان انتخابات ریاست جمهوری ۱۴۰۳، فؤاد ایزدی، کارشناس نزدیک به جلیلی، پیروزی او را دلیلی برای ناراحتی آمریکا، اسرائیل و رسانه‌های ضدانقلاب دانست و دربارهٔ چرایی آن از جلیلی سؤال کرد. هوادارانش او را «شهید زنده» نامیدند که قرار است راه ابراهیم رئیسی را ادامه دهد.
واشینگتن پست در یکی از این تحلیل‌های خود نوشت: «وی فردی انعطاف‌ناپذیر و ایدئولوژیک و نزدیک به رهبر مذهبی ایران است و علاقه‌مند است به رغم تحریم‌های فلج‌کنندهٔ غرب علیه ایران که فشار زیادی بر روی طبقه متوسط مردم داشته است، ایالات متحده آمریکا را کشوری در آستانه شکست جلوه دهد.»
بی‌بی‌سی با بیان اینکه سایت‌های خبری ایرانی وی را فردی ساده‌زیست و وفادار به ارزش‌های اسلامی توصیف کرده‌اند گفت: «با این وجود منتقدان می‌گویند او فاقد تجربه اداری برای اداره کشور است.»
رادیو بین‌المللی فرانسه جلیلی را گزینه مطلوب خامنه‌ای برای تصدی ریاست دولت دانسته بود. این خبرگزاری جلیلی را خجالتی و دوربین‌گریز و درون‌گرا خوانده‌بود که بنا ندارد در مجامع بین‌المللی چهرهٔ خود را نمایان سازد. به گزارش این رسانه، جلیلی فاقد تجربهٔ کار اجرایی و بی‌بهره از همکاران مورد نیاز برای تشکیل دولت است، از این رو دولت وی از میان فرماندهان سپاه و روحانیون پرتعداد حاضر در بیت رهبری انتخاب خواهد شد.
آتلانتیک نقل می‌کند که این جوک در واشینگتن نقل می‌شد که برای مقامات آمریکایی انتخاب شدن جلیلی (به‌عنوان رئیس‌جمهور) اهمیتی ندارد. چرا که حداقل دیگر لازم نیست با او سر میز مذاکره بنشینند؛ زیرا در میان شش قدرت بزرگی که در حال مذاکره با ایران بودند، جلیلی از جهت سخنوری‌های طولانی و تاکتیک‌های سرگردان‌کننده‌اش که در طی شش دور مذاکرات از آوریل ۲۰۱۲ به هیچ نتیجه‌ای منجر نشده‌بود، معروف بود.

## تاریخچهٔ انتخاباتی
| سال  | انتخابات            | رأی        | ٪     | رتبه | نتیجه              | منبع   |
| ---- | ------------------- | ---------- | ----- | ---- | ------------------ | ------ |
| ۱۳۷۸ | مجلس شورای اسلامی   |            |       |      | شکست               | [ ۲۵ ] |
| ۱۳۸۲ | مجلس شورای اسلامی   |            |       |      | شکست               | [ ۲۵ ] |
| ۱۳۹۲ | ریاست‌جمهوری         | ۴٬۱۶۸٬۹۴۶  | ۱۱٫۳۶ | سوم  | شکست               |        |
| ۱۴۰۰ | ریاست‌جمهوری         | —          | —     | —    | کناره‌گیری          |        |
| ۱۴۰۳ | ریاست‌جمهوری         | ۹٬۴۷۳٬۲۹۸  | ۳۱٫۶۸ | دوم  | راهیابی به دور دوم |        |
| ۱۴۰۳ | دور دوم ریاست‌جمهوری | ۱۳٬۵۳۸٬۱۷۹ | ۴۴٫۳۴ | دوم  | شکست               |        |

## مسئولیت‌ها و مناصب سیاسی
- ۱۳۶۸: وابسته سیاسی[۳]
- ۱۳۷۰: رئیس اداره بازرسی وزارت خارجه[۳]
- ۱۳۷۱: دبیر سوم[۳]
- ۱۳۷۳: دبیر دوم[۳]
- ۱۳۷۴: دبیر اول[۳]
- ۱۳۷۶: معاون اداره اول آمریکا در وزارت خارجه[۳]
- ۱۳۸۰: مدیر بررسی‌های جاری دفتر رهبری[۳]
- ۱۳۸۴: معاون اروپا و آمریکای وزارت امور خارجه[۳]
- ۲۸ مهر ۱۳۸۶: دبیر شورای عالی امنیت ملی[۳]
- ۱۳۸۷: نماینده رهبری در شورای عالی امنیت ملی (سمت کنونی)
- ۱۳۹۲: عضو حقیقی مجمع تشخیص مصلحت نظام[۱۱۹](سمت کنونی)
- ۱۳۹۳: عضو شورای راهبردی روابط خارجی (سمت کنونی)